# Rund um den Henninger-Turm 1974
Il Rund um den Henninger-Turm 1974, tredicesima edizione della corsa, si svolse il 1º maggio su un percorso di 228 km, con partenza e arrivo a Francoforte sul Meno. Fu vinto dal belga Walter Godefroot della squadra Carpenter-Confortluxe-Flandria davanti ai connazionali Eddy Merckx e Frans Verbeeck.

## Ordine d'arrivo (Top 10)
| Pos. | Corridore              | Squadra                        | Tempo    |
| ---- | ---------------------- | ------------------------------ | -------- |
| 1    | Walter Godefroot       | Carpenter-Confortluxe-Flandria | 5h49'05" |
| 2    | Eddy Merckx            | Molteni                        | s.t.     |
| 3    | Frans Verbeeck         | Watney-Maes Pils               | s.t.     |
| 4    | Freddy Maertens        | Carpenter-Confortluxe-Flandria | s.t.     |
| 5    | Wilfried Wesemael      | M.I.C.-Ludo-De Gribaldy        | s.t.     |
| 6    | Marc Demeyer           | Carpenter-Confortluxe-Flandria | s.t.     |
| 7    | André Dierickx         | Merlin Plage-Shimano-Flandria  | s.t.     |
| 8    | Walter Planckaert      | Watney-Maes Pils               | s.t.     |
| 9    | Herman Van Springel    | M.I.C.-Ludo-De Gribaldy        | s.t.     |
| 10   | Albert Van Vlierberghe | Molteni                        | s.t.     |